# Crewel (vyšívání)

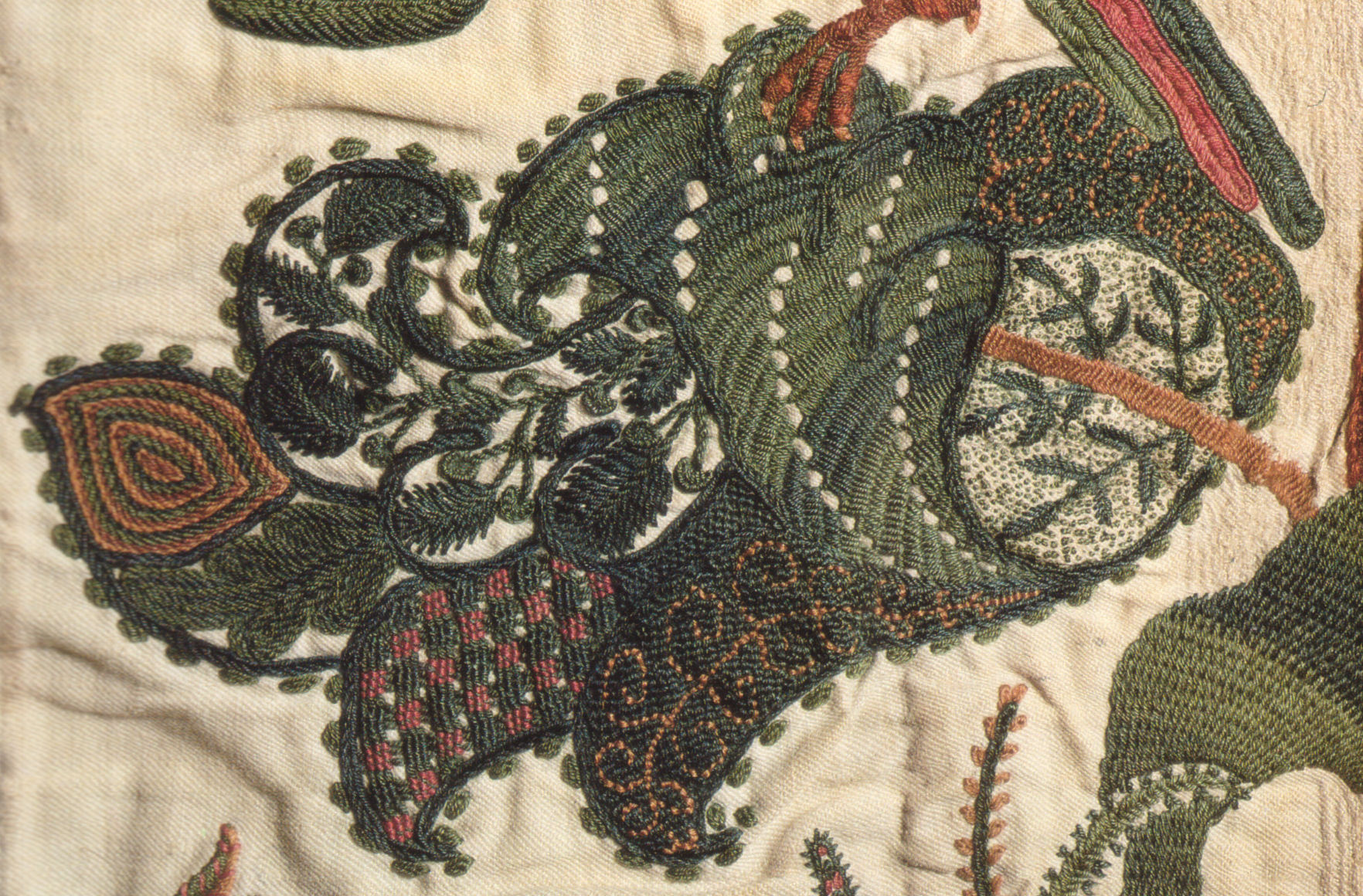
Crewel výšivka na závěsu z roku 1696 (Victorian & Albert Museum Londýn)

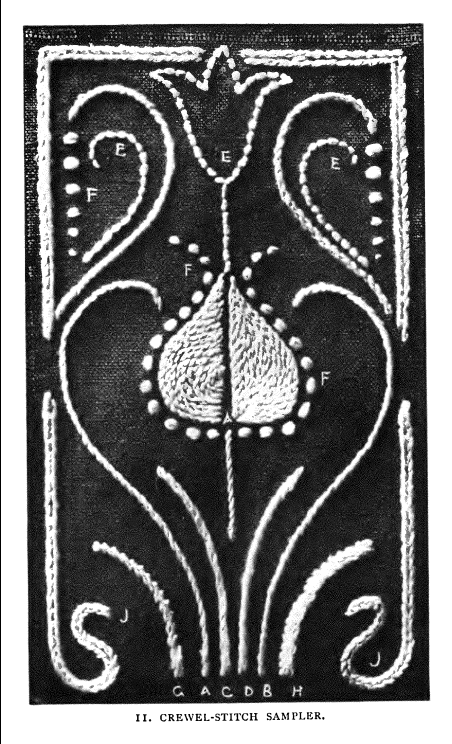
Stonkové / crewelové stehy (rubní strana výšivky)

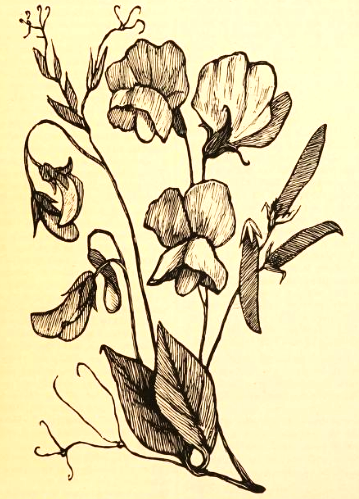
Schéma crewelové výšivky hrachoru (návod pro začátečníky)

Crewel je technika vyšívání s použitím vyšívací niti z česané vlny zvané crewel.
Název crewel pro přízi z česané vlny s nízkým zákrutem se začal (v Anglii) používat v letech 1485-95. Jeho původ není známý.

## Historie
Vyšívání na zůsob crewel pochází pravděpodobně z Asie. Odtud se dostalo do Egypta a dále do Říma, po invazi Římanů (ve 4. století) se měly znalosti této techniky přenést i do Anglie. Crewel tam byl velice oblíbený zejména od 17. století, kdy byl známý také jako tzv. jakobiánské vyšívání, které se dále rozšiřovalo do britských severoamerických kolonií a dalších zemí. Po delších přestávkách došlo k oživení polularity crewelu ve 2. polovině 19. století a i v 21. století se zabývá několik výtvarnic obzvlášť v USA tvorbou nových vzorů, kterými se inspirují menší skupiny amatérských vyšívaček.
V České republice je crewelové vyšívání známé jen ze zmínek v časopisech pro amatérské vyšívačky.

## Technika vyšívání
Jako podkladový materiál se používá lněný nebo bavlněný kepr, vlněný serž, plyš aj.  Tkanina se napíná do rámu,  před vyšíváním se na ni zakreslují vzorované motivy. Z nejrůznějších výšívkových stehů je nejčastěji používaný stonkový, který se v této souvislosti nazývá crewel(ový) steh.
Crewelové vzorování je velmi různorodé, jednotný styl se v něm nedá rozeznat. Ke crewelu patří jak tradiční vzory nazývané často jakobiánská výšivka (ze začátku 17. století v Angli) tak i návrhy vzorů z 21. století s kombinacemi tradice se soudobým vkusem a technikou (např. kombinace crewelu a quiltu).
 

## Použití
V 21. století jsou známé především výšivky na nábytkových potazích, závěsech a dekorativních nástěnných obrázcích